# Захоплення заручників у Суходільську
Захоплення заручників у Суходільську — перший теракт на території України. Забійник шахти «Дуванна» 34-річний Ігор Чичкін 3 лютого 1994 року, захопивши в заручники двох дітей та жінку, намагався відлетіти до США з аеропорту Ростова-на-Дону. Співробітники Федеральної служби контррозвідки Росії (ФСК) та МВС Росії знешкодили злочинця на борту літака.

## Захоплення «Теремка»
Вранці 3 лютого 1994 року Ігор Чичкін прийшов у дитячий садок «Теремок» міста Суходільськ із трьома кілограмами тротилу та взяв у заручники співробітників та вихованців молодшої групи дитсадка (діти 3-4 років). Злочинець був у насунутій шапці з прорізами, вибухівку він закріпив на грудях під одягом.
У цей час діти сідали снідати. Вихователь Галина Бабікова спробувала зняти з Чічкіна шапку, але він ударив її по обличчю. На вимогу загарбника, Бабікова зателефонувала до міліції. Чичкін вимагав літак до Лондона та 500 тисяч доларів США. Згодом терорист змінив плани, вирішивши летіти до США, а сума викупу зросла до одного мільйона доларів.
Оскілький в Луганського аеропорту на той момент ще не було міжнародного статусу, найближчий міжнародний аеропорт був у Ростові-на-Дону, тому Чічкіна переконали вилітати звідти.
Своє справжнє прізвище терорист приховав, назвавшись Миколою Івановичем Скворцовим. Коли до дитячого садка прибула міліція, Чичкін відпустив усіх, окрім виховательки Тетяни Устинової та двох дітей: Антона Хорта та Жені Асєєва. До Ростова він вирішив їхати автомобілем швидкої допомоги — так було легше перетнути кордон.

## Шлях до Ростова
На підготовку операції українські та російські спецслужби мали п'ять годин — стільки мав зайняти шлях від Суходільська до Ростова-на-Дону. Машину швидкої з терористом та заручниками намагалися затримати дорогою, щоб виграти час. На під'їзді до кордону було вирішено спробувати здійснити захоплення. Водій провів інсценування поломки автомобіля, Чичкін та заручники пересіли в іншу машину. У цей час терориста мали зняти снайпери СБУ, але вони побоялися стріляти.
У цей час у ростовському аеропорту тривала підготовка операції. До складу групи захоплення увійшли троє співробітників ФСК та двоє міліціонерів: Сергій Чапчиков, Олексій Панін, Юрій Рибакін, Анатолій Гладков, Михайло Перов. Їх вирішили замаскувати під членів льотного екіпажу. До вильоту був підготовлений лайнер Ту-134. Керували операцією начальник управління ФСК РФ по Ростовській області Юрій Кузнєцов та голова регіонального управління МВС Росії Михайло Фетісов.
До 13.00 машина з терористом та заручниками під'їхала до російсько-українського кордону. Заручниця Тетяна Устинова у розмові зі злочинцем дізналася, що його справжнє ім'я — Ігор Чичкін. Пізніше з'ясувалося, що Чичкина мати раніше працювала і в дитсадку «Теремок», і на станції швидкої допомоги Суходільська. Крім того, Ігор Чичкін навчався в одному класі зі старшою сестрою Тетяни.
На території Росії автомобіль спробували максимально затримати на шляху, для цього співробітники ДАІ застопорили транспортний потік. У Ростові плани Чичкіна змінилися — він захотів летіти до Мінська, потім до Калінінграду, де мешкала його колишня дружина з дитиною. В аеропорту переговорник з'ясовує у терориста, що кінцевий шлях його маршруту — США. Саме там він пообіцяв відпустити дітей. Чичкін стверджував, що в Америці він має спільника.

## Визволення заручників
Коли автомобіль під'їхав до трапу, Чичкін вийшов, однією рукою тримаючи за волосся Тетяну, а іншою — Женю Асєєву. Антона Хорта вихователька несла на руках. Терорист зробив кілька кроків по трапу, але занервував і повернувся до машини. Потрібно було ще 20 хвилин, щоб умовити його все ж таки увійти до літака.
«Поки чекали, обговорили лінію поведінки, порядок дій — було вирішено насамперед вихопити дітей та викинути злочинця із літака. Якби вибух стався поза салоном, у всіх нас був шанс вижити», — розповів виданню «Блокнот» учасник спецоперації, співробітник ФСК Сергій Чапчиков.
Коли Чичкін з'явився у салоні, Сергій Чапчиков вихопив у нього дитину, а інший учасник групи захоплення Юрій Рибакін завдав злочинцеві удару в голову. Чичкін випав на трап і впав обличчям униз. На нього надягли наручники, потім трап від'їхав, щоб мінімізувати збитки від можливого вибуху.
Коли вибухівку зняли з Чичкіна, виявилося, що у бомбі немає детонатора. Чичкін забув його вставити або детонатор випав дорогою.

## Наслідки
Ігор Чичкін був психічно хворий. За його словами, він ненавидів свою матір, вважаючи її винуватцем своєї хвороби та «відьмою». Як стверджував Чичікін вже після звільнення заручників, йому потрібні були гроші (500 тис. доларів) для лікування у США. Чичкіна визнали неосудним та помістили до психіатричної лікарні Дніпропетровська з діагнозом «шизофренія». Ніхто із заручників не постраждав.
З п'яти учасників групи захоплення двох вже немає в живих: Анатолія Гладкова було вбито в Чечні в 2000 році, а Михайло Перов загинув в авіакатастрофі в Ростовській області в 2009 році.